# Rudolf Gscheidlinger
Rudolf Gscheidlinger (* 3. September 1876 in Braunau am Inn, Oberösterreich; † 29. September 1948 ebenda) war ein österreichischer Goldschmied und Politiker.
Gscheidliner entstammt einer geachteten, frommen Braunauer Kaufmannsfamilie. Ursprünglich sollte er Priester werden, doch nach dem Tode seines Vaters 1890 erlernte er das Goldschmiedehandwerk und machte sich 1903 selbständig. Er war zweimal verheiratet; aus beiden Ehen stammen je zwei Kinder. Im wirtschaftlichen Bereich war Gscheidlinger aktiv tätig; er war Kammerrat und Mitbegründer der Volks- und Gewerbebank Braunau. Für seine Verdienste erhielt er den Berufstitel Kommerzialrat.
Gscheidlinger betätigte sich auch in politischer Hinsicht recht intensiv und spielte in Braunau eine maßgebliche Rolle. So war er im Deutschen Turner-Bund führend tätig. Von 1912 bis 1934 und dann von 1938 bis 1945 war er Mitglied des Gemeinderates von Braunau, daneben war er zwischen 1925 und 1931 Landtagsmitglied für die Großdeutsche Partei. Man schätzte ihn als einen eindrucksvollen Redner. Seit 1925 war Gscheidlinger auch Mitglied des Landes-Eisenbahnrates.